# Sajgon (rzeka)
Sajgon (wiet. Sông Sài Gòn) – rzeka w południowym Wietnamie o długości 225 km. 
Rzeka wypływa ze źródła w pobliżu miasta Phum Daung w południowo-wschodniej Kambodży i wpada do Morza Południowochińskiego na północnym skraju delty Mekongu. W dolnym biegu rzeki, 72 km od ujścia, leży miasto Ho Chi Minh (dawniej Sajgon) i port morski, jeden z najważniejszych w Azji Południowo-Wschodniej.